# 杨子立
杨子立（1971年12月10日—），笔名羊子，男，河北大名人。

## 生平
1993年，本科毕业于西安交大工程力学系。毕业后工作过两年。1995年考入北京大学力学系，1998年获得硕士学位。毕业后至2000年4月就职于中国计算机软件开发总公司。
2000年8月，他与徐伟、靳海科、张彦华和张宏海成立“新青年学会”。2001年3月13日，被秘密拘捕。4月20日正式逮捕。2003年5月28日，北京市第一中级法院以煽动颠覆国家政权罪一审判处其有期徒刑八年、剥夺政治权利二年。11月10日，北京市高级法院二审维持原判。2009年3月12日，刑满出狱。八年刑期中在看守所待了三年，条件比监狱要差，服刑期间自学过哲学、历史学和外语。服刑的最后两年，由于当时的妻子路坤出国，一度得了严重的抑郁症。
出狱后担任传知行社会经济研究所研究员，从事关于农民工社会权利的研究，后被限制出境。2018年赴美，任《议报》常务副主编、《中国民主季刊》技术发行总监。

## 著作
- 《沉思录》，劳改基金会，2009年[9]